# 何崑山
何崑山（1838年—1901年），又名何獻墀，英文紀錄稱為何亞美（HO Amei），19世紀末香港及廣東礦業商人。

## 生平
何崑山生於廣東南海，在香港英華書院畢業。其後出洋到澳洲的新金山投靠兄長。其時廣東華工在澳洲大多從事礦工，令何崑山熟習開礦業務。1868年，何崑山覺得在澳洲發展有限，於是轉回香港，受英國人聘任於粵海關、香港華民政務司和廣東稅務局。
1880年代，何崑山研究廣東地理，找出當地礦藏，並於1886年說服兩廣總督張之洞設立廣東礦務局。何崑山因此而投資二十萬両創辦兩家礦業公司，在香山開辦潭州銀礦，並以每年二千両購入當時尚在新安的大嶼山梅窩一帶的開礦權，即銀礦灣附近的銀礦，聘請英國專家協助管理。
除了礦業之外，何崑山也曾發展其他業務。1881年，何崑山開設香港華合電報公司，打算鋪設廣州至香港的電報電纜，但香港政府不批准其電纜入境，故只能鋪至界限街以北的深水埗一帶。1882年，何崑山與英國水務工程師在廣州勘察，並倡議開設自來水廠，但同樣不獲支持。
何崑山也熱心公益事務，於1882年至1884年出任東華醫院和保良局主席，並為1885年廣東水災籌款賑災。
有三個子女，大兒子和女兒由德國妻子所生，小兒子是清末民初的漫畫家，戲劇家何劍士。

## 外部連結
- 中華貨殖論壇，講題大綱／概述：「在華南發財：何崑山在1884年創辦的天華礦業公司」 （页面存档备份，存于）
- Pauline Rule, "Ho Amei, 1838–1901, a fighter for Chinese rights in two colonies: his Australian experience [永久]", 2nd Australasian conference on overseas Chinese history & heritage Museum of Chinese Australian History, Melbourne, Australia, 11–13 November 2011.
- Mui Wo Silver Mine – Part One – The Owner （页面存档备份，存于）